# Grigorij Kosiaczenko
Grigorij Pietrowicz Kosiaczenko (ros. Григорий Петрович Косяченко, ur. 6 stycznia 1901 w słobodzie Pietrowka w guberni jekaterynosławskiej, zm. 8 lipca 1983 w Moskwie) – radziecki działacz państwowy i partyjny.

## Życiorys
Od maja 1915 pracował w fabryce w Ługańsku, w maju 1917 wstąpił do SDPRR(b), od grudnia 1917 do listopada 1918 walczył w Czerwonej Gwardii, a od listopada 1918 do lutego 1919 w oddziale czerwonej partyzantki w guberni charkowskiej. Od lutego 1919 do lutego 1922 był kolejno sekretarzem komórki RKP(b) oddziału zaopatrzeniowego, komisarzem politycznym oddziału zaopatrzenia, pełnomocnikiem szefa zaopatrzenia i wojenkomem oddziału zaopatrzenia, a od lutego do lipca 1922 słuchaczem kursów wojskowo-politycznych w Nowoczerkasku. Brał udział w wojnie domowej w Rosji. Od sierpnia 1922 do września 1926 studiował w Wojskowej Akademii Politycznej, od września 1926 do września 1929 wykładał na kursach wojskowo-politycznych w Leningradzie, od września 1929 do lipca 1931 studiował w Ekonomicznym Instytucie Czerwonej Profesury, od stycznia do lipca 1931 wykładał w Szkole Wojskowo-Politycznej im. Lenina. Od lipca 1931 do kwietnia 1933 wykładał w Wojskowej Akademii im. Frunzego, od kwietnia 1933 do września 1940 kierował katedrą ekonomii politycznej Wojskowej Akademii Politycznej, od września do listopada 1940 był członkiem kolegium redakcyjnego gazety "Prawda". Od listopada 1940 do 1941 i ponownie w latach 1941-1944 pełnił funkcję zastępcy przewodniczącego Państwowej Komisji Planowania przy Radzie Komisarzy Ludowych ZSRR/Państwowej Komisji Planowania Rady Ministrów ZSRR/Państwowego Komitetu Planowania Rady Ministrów ZSRR, w latach 1944-1949 był redaktorem pisma "Planowoje Chozjajstwo", od stycznia do marca 1949 stałym przedstawicielem ZSRR przy RWPG, a od marca 1949 do 5 marca 1953 I zastępcą przewodniczącego Państwowego Komitetu Planowania Rady Ministrów ZSRR (Gospłanu ZSRR). Od 14 października 1952 do 17 października 1961 wchodził w skład Centralnej Komisji Rewizyjnej KPZR, od 5 marca do 8 sierpnia 1953 przewodniczył Gospłanowi ZSRR, potem od 8 sierpnia 1953 do 1957 był I zastępcą przewodniczącego Gospłanu ZSRR, 1957-1960 zastępcą ministra finansów ZSRR, a od sierpnia 1960 do października 1970 dyrektorem Finansowego Instytutu Naukowo-Badawczego Ministerstwa Finansów ZSRR, następnie przeszedł na emeryturę.

## Odznaczenia
- Order Lenina (dwukrotnie)
- Order Rewolucji Październikowej
- Order Czerwonego Sztandaru
- Order Czerwonej Gwiazdy (dwukrotnie)
- Order „Znak Honoru”